# Wannanosaurus
Wannanosaurus ist eine Gattung der Vogelbeckensaurier (Ornithischia) aus der Gruppe der Pachycephalosauria. Einzige beschriebene Art ist W. yansiensis.

## Merkmale
Von Wannanosaurus wurden bislang die Überreste von zwei Tieren gefunden, bekannt sind Teile des Schädeldachs, der Unterkiefer, Teile des Beckens sowie einzelne Gliedmaßenknochen. Das Schädeldach war flach und die Fenestra supratemporalis (das obere Schädelfenster der Schläfengegend) stark ausgeprägt, wodurch dieser Dinosaurier anderen flachköpfigen Pachycephalosauriern wie Homalocephale ähnelt. Charakteristisch für Wannanosaurus sind die niedrigen, fächerförmigen Zahnkronen und die starke Krümmung des Oberschenkelknochens. Die Funde lassen auf ein sehr kleines Tier schließen, das vermutlich nur rund 0,6 Meter Länge erreichte, möglicherweise handelte es sich dabei aber um Jungtiere. Vermutlich war Wannanosaurus wie alle Pachycephalosaurier ein zweibeiniger, vermutlich eher pflanzenfressender Dinosaurier. Zur Funktion des verdickten Schädeldachs siehe Funktion des Schädeldachs bei den Pachycephalosauria.

## Entdeckung und Systematik
Die fossilen Überreste von Wannanosaurus wurden in der Xiaoyan-Formation in der chinesischen Provinz Anhui gefunden und im Jahr 1977 erstmals beschrieben. Der Gattungsname leitet sich vom Fundort ab, einzig bekannte Art und damit Typusart ist W. yansiensis. Die 72 bis 69 Millionen Jahre datiert.
Wannanosaurus gilt als urtümlicher Vertreter der Pachycephalosauria. Eine kladistische Untersuchung von T. Maryańska et al. sah in ihm die Schwestergruppe aller übrigen, als Goyocephala zusammengefassten Pachycephalosauria. Aufgrund der spärlichen Überreste sind solche Ergebnisse allerdings umstritten.